# Discos en català publicats el 2007
Aquestos són els discos i treballs musicals en català publicats al llarg de l'any 2007, classificats per ordre alfabètic.
| Disc                                        | Grup o cantant     | Discogràfica      | Comentari                                                                             |
| ------------------------------------------- | ------------------ | ----------------- | ------------------------------------------------------------------------------------- |
| Aquella estranya mania de creure en la vida | El fill del mestre | Quadrant Records  | [ 1 ]                                                                                 |
| A ritme d'illa                              | Miquel Mariano     | Les tres taronges | [ 2 ]                                                                                 |
| Bàsic                                       | Berta              | Discmedi          |                                                                                       |
| Cròniques colonials                         | Mesclat            | Música Global     | Publicat al novembre de 2007                                                          |
| En/doll                                     | Guillamino         | Bankrobber        |                                                                                       |
| La música de la calma                       | Oliva trencada     | Fonart            |                                                                                       |
| Política de verbena                         | Gertrudis          | Mass Records      | Cançons en català i en castellà                                                       |
| Primer primera                              | Filippo Landini    | Gorvijac Music    | Presentat al mes de novembre de 2007                                                  |
| Verges 2007                                 | Lluis Llach        |                   | Enregistrat en directe el 24 de març de 2007, en el concert d'acomiadament d'en Llach |